# Ronnebyhamn
Ronnebyhamn is een plaats in de gemeente Ronneby in het landschap Blekinge en de provincie Blekinge län in Zweden. De plaats heeft 464 inwoners (2005) en een oppervlakte van 123 hectare.